# Daniel Revenu
Daniel Revenu (n. 5 decembrie 1942, Issoudun, Centre-Val de Loire, Franța – d. 2 ianuarie 2024, Melun, Île-de-France, Franța) a fost un scrimer francez și campion olimpic la competiția de floretă și medaliat la patru olimpiade succesive.

## Biografie
Daniel Revenu s-a născut pe 5 decembrie 1942, fiind fiul antrenorului francez de scrimă Ernest Revenu, din Melun. În anii 1960 și 1970, Ernest Revenu a antrenat campioni olimpici, mondiali și naționali de scrimă - Bruno Boscherie, Bernard Talvard, Hugues Leseur, Daniel Provost, Jacky Courtillat, Frédéric Pietruszka și propriul său fiu Daniel. 
Revenu a primit o medalie de aur cu echipa de floretă a Franței la Jocurile Olimpice de vară din 1968, împreună cu Gilles Berolatti, Christian Noël, Jean-Claude Magnan și Jacques Dimont. A participat și a primit medalii la Jocurile Olimpice de vară din 1964, 1968, 1972 și 1976. 
Daniel Revenu a murit pe 2 ianuarie 2024, la vârsta de 81 de ani. 